# Grossenbacher-Nunatak
Der Grossenbacher-Nunatak ist ein 1150 m hoher Nunatak im westantarktischen Ellsworthland. Er ragt 3 km südwestlich des Holtet-Nunatak am südwestlichen Ende der Lyon-Nunatakker auf.
Das Advisory Committee on Antarctic Names benannte ihn nach dem Atmosphärenphysiker Ernest P. Grossenbacher, der von 1970 bis 1971 auf der Siple-Station tätig war.